# Fabián Ríos
Fabián Ríos (ur. 5 lipca 1980 roku w Curití, w departamencie Santander w Kolumbii) – kolumbijski aktor telewizyjny i model.

## Filmografia

### telenowele
- 2002: Siete veces Amada jako Romero
- 2003: The Authentic Rodrigo Leal. jako Jackson
- 2005: Padres e hijos jako Antonio Vaquero
- 2006: Floricienta jako Pedro
- 2007: Zona Rosa jako Fernando Orozco
- 2008: Sin Senos no hay Paraiso (Sin Senos no hay Paraíso) jako Albeiro Manrique
- 2009: Doña Bárbara jako Antonio Segovia
- 2010: Duch Eleny (El Fantasma de Elena) jako Montecristo Palacios
- 2011: Dziedzictwo del Monte (Los Herederos Del Monte) jako Gaspar del Monte
- 2011: Moje serce bije dla Loli (Mi Corazón Insiste… en Lola Volcán) jako Ángel Meléndez
- 2012: Corazón Valiente jako Guillermo „Willy” del Castillo
- 2013: Dama y Obrero jako Tomás Villamayor
- 2015: W obronie honoru (Tierra de reyes) jako Leonardo Montalvo
- 2016: Sin senos sí hay paraíso jako Albeiro Manrique